# São João de Tarouca
São João de Tarouca is een plaats (freguesia) in de Portugese gemeente Tarouca en telt 735 inwoners (2001).

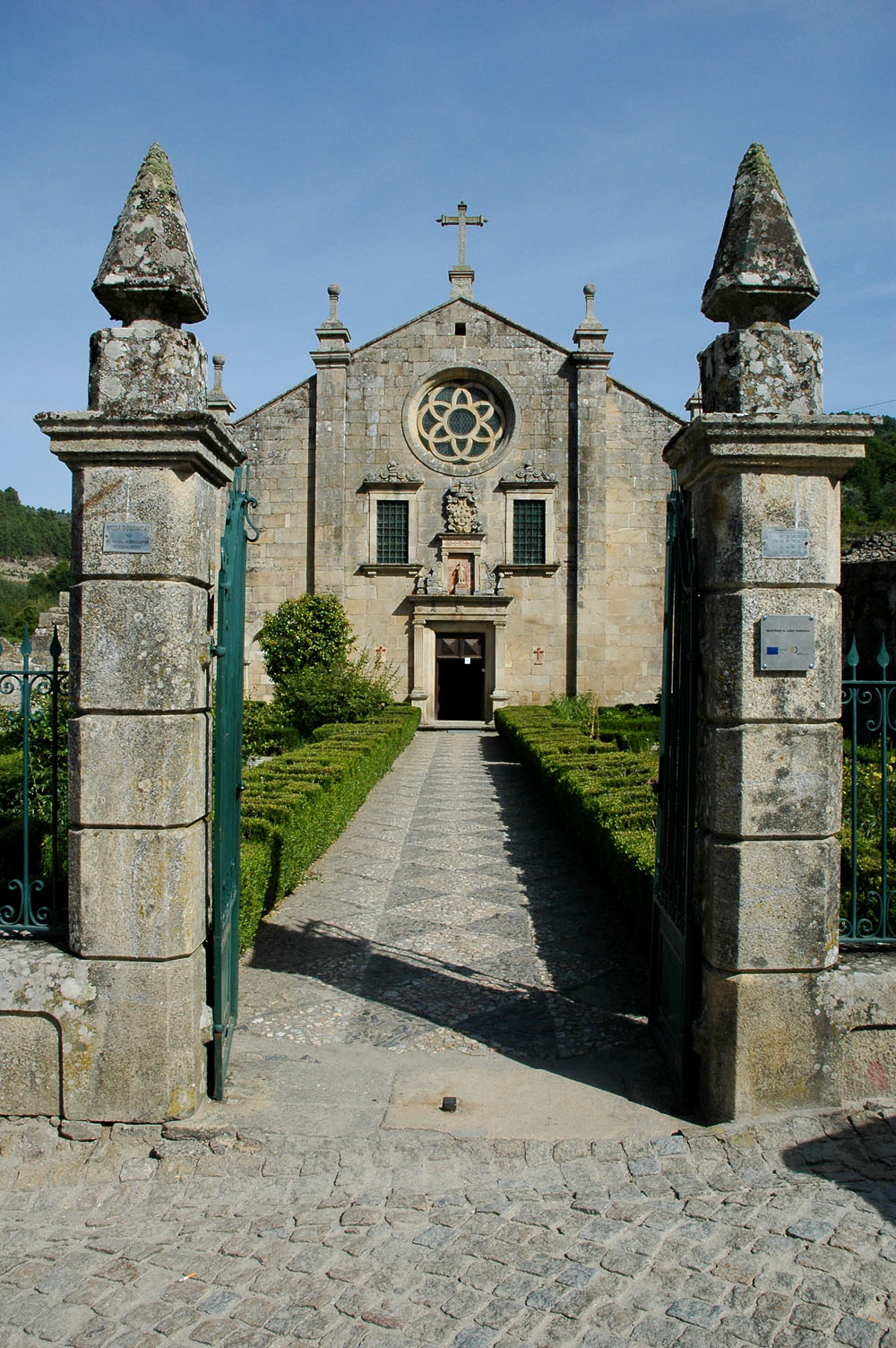
Kerk van São João de Tarouca